# 芳畈水库
芳畈水库是中国湖北省孝感市大悟县境内的一座水库，位于府河水系怀水支流上，建于1967年。水库正常库容为3510万立方米，集雨面积为70平方千米，海拔为86.4米。